# NGC 1338
NGC 1338 је спирална галаксија у сазвежђу Еридан која се налази на NGC листи објеката дубоког неба.
Деклинација објекта је - 12° 9' 11" а ректасцензија 3h 28m 54,4s. Привидна величина (магнитуда) објекта NGC 1338 износи 12,9 а фотографска магнитуда 13,7. NGC 1338 је још познат и под ознакама MCG -2-9-44, IRAS 03265-1219, PGC 12956.